# Уитакер, Роберт
Ро́берт Уи́такер (англ. Robert Whitaker; 13 ноября 1939 — 20 сентября 2011) — британский фотограф, наиболее известный как штатный фотограф группы The Beatles в 1960-е годы.

## Биография
Он родился в графстве Хартфордшир на юго-востоке Англии. Сын австралийца.
В 1961 году, в возрасте 20 лет, по субсидии правительства он эмигрировал в Австралию, где в Мельбурне открыл собственную фотостудию.
Он выполнил оригинальные фотографии ансамбля The Beatles, когда тот прибыл в Австралию в 1964 году. Несмотря на свою противоречивость, а, возможно, благодаря ей, его новаторская работа обеспечила ему лидерство в кипящем активностью Лондоне.
Он фотодокументировал концерты ансамбля The Beatles в Нью-Йорке на стадионе Ши (Shea Stadium) и последнее мировое турне ансамбля в 1966 году. В течение этого времени он был всегда наготове запечатлеть исполнителей в более неформальной обстановке.

Обложка «Мясники»

Весьма противоречивый фотоэпизод был помещён на обложку издания альбома ансамбля в Нью-Йорке. Наиболее распространённое объяснение его появлению в том, что это протест ансамбля «Битлз» против Capitol Records за якобы устроенную «бойню» их записям в Соединённых Штатах.
Роберт Уитакер говорил, что это была «тяжёлая работа» по созданию эпизода бойни, когда члены ансамбля The Beatles были в белых халатах. Он также добавил: «Много вложено в эту фотографию». Это изображение многократно публиковалось в музыкальной прессе, после чего было удалено по причине «плохого вкуса».
Роберт Уитакер сотрудничал в качестве фотографа с журналом Vogue и фотодокументировал Вьетнамскую войну и войну в Камбодже для журнала «Тайм».
Он также документировал военный конфликт между Пакистаном и Бангладеш в 1970-х годах.
В конце своей карьеры Роберт Уитакер работал над созданием оцифрованного архива всей выполненной им работы.
Роберт Уитакер умер 20 сентября 2011 года после продолжительной болезни, оставив жену вдовой с тремя детьми.